# Pristanišče Reka
Pristanišče Reka (hrvaško Luka Rijeka) je hrvaško pristanišče ob mestu Reka, na obalah Kvarnerja v Jadranskem morju. Prvi zapisi o pristanišču se segajo v leto 1281. Danes pa je glavno pristanišče Hrvaške, v preteklosti je bil glavno pristanišče Kraljevine Madžarske. Na leto pretovori okrog 9-10 milijona ton, od tega je večino tekočega tovora. Naftni terminal se nahaja v Omišalju, na otoku Krk. Leta 2011 so pretovorili 150677 TEU - cilj je doseči 600000 TEU in izgradnja kontejnerskega terminala na Krku. Potniški terminal ima letno okrog 200 000 potnikov. Leta 2008 je pristanišče obiskalo 4376 ladij. S pristaniščem uporablja istoimensko podjetje Luka Rijeka.